# Малоприваловское сельское поселение
Малоприваловское сельское поселение — муниципальное образование в Верхнехавском районе Воронежской области.
Административный центр — село Малая Приваловка.

## Население
| 2000 | 2005 | 2010 | 2012 | 2013 | 2014 | 2015 | 2016 | 2017 |
| ---- | ---- | ---- | ---- | ---- | ---- | ---- | ---- | ---- |
| 789  | ↘710 | ↘625 | ↗637 | ↘627 | ↗629 | ↗646 | ↘642 | ↗661 |
| 2018 | 2019 | 2020 | 2021 |      |      |      |      |      |
| ↘636 | ↘631 | ↘617 | ↗656 |      |      |      |      |      |

## Административное деление
В состав поселения входят:
- село Малая Приваловка,
- посёлок Владимировка,
- посёлок Енино,
- посёлок Желдаевка,
- посёлок Лукичёвка,
- посёлок Никольское,
- хутор Эртель.